# Першемай (Петриковский район)
Першемай (Первомай) (бел. Першамай) (до 30 июля 1964 года Гороваха) — деревня в Петриковском сельсовете Петриковского района Гомельской области Беларуси.
Кругом лес.

## География

### Расположение
В 8 км на северо-запад от Петрикова, 11 км от железнодорожной станции Копцевичи (на линии Лунинец — Калинковичи), 190 км от Гомеля.

## Транспортная сеть
Рядом автодорога Копцевичи — Петриков. Планировка состоит из короткой прямолинейной улицы близкой к меридиональной ориентации. Застройка деревянная, неплотная, усадебного типа.

## История
По письменным источникам известна с XIX века как деревня в Петриковской волости Мозырского уезда Минской губернии. В 1931 году организован колхоз. 8 жителей погибли на фронтах Великой Отечественной войны. Согласно переписи 1959 года в составе совхоза «Петриковский» (центр — город Петриков).

## Население

### Численность
- 2004 год — 11 хозяйств, 16 жителей.

### Динамика
- 1897 год — 5 дворов, 35 жителей (согласно переписи).
- 1908 год — 7 дворов, 53 жителя.
- 1917 год — 65 жителей.
- 1921 год — 20 дворов, 93 жителя.
- 1959 год — 113 жителей (согласно переписи).
- 2004 год — 11 хозяйств, 16 жителей.